# 궁리
공리(궁리, 중국어 간체자: 巩俐, 정체자: 鞏俐, 1965년 12월 31일~)는 중국 출생 싱가포르의 배우로 그녀는 장이머우 감독의 도움으로 세계적인 명성을 얻게 되었으며, 중국 영화를 유럽과 미국에 소개하는데 큰 공을 세운 것으로 여겨진다.
출생시부터 중국 국적자였으나 2008년 싱가포르로 귀화하여 싱가포르 국적을 취득하였다. 이는 국제무대에서의 활동을 더욱 가속화시키기 위한 결정으로 평가받고 있다. 실제 중국 본토 여권으로 해외 방문이 쉽지 않아 세계무대에서 활동하는 중화권 배우들은 이전부터 홍콩, 대만, 싱가포르 등 같은 중화권 선진국들의 국적을 취득하는 사례가 많았다. 이연걸 역시 1999년 미국 시민권을 취득하였다가 중국 방문을 수월히 하기 위해 2004년 싱가프로 국적을 취득하였다. 중국과 싱가포르 모두 이중국적을 인정하지 않으므로 궁리는 단독 싱가포르 국적이다.

## 출연 작품

### 영화
| 연도 | 제목                             | 역할            | 비고      |
| ---- | -------------------------------- | --------------- | --------- |
| 1987 | 《붉은 수수밭》                  | 추알            |           |
| 1989 | 《대호미주표》 (代号美洲豹)      |                 |           |
| 1989 | 《진용》                         | 한동아/주리리   |           |
| 1989 | 《서태후》 (西太后)              |                 |           |
| 1990 | 《국두》                         | 국두            |           |
| 1991 | 《홍등》                         | 송련            |           |
| 1991 | 《호문야연》 (豪門夜宴)          |                 |           |
| 2005 | 《게이샤의 추억》                | 하츠모모        |           |
| 2006 | 《마이애미 바이스》              | 이사벨라        |           |
| 2006 | 《황후화》 (滿城盡帶黃金甲)      | 황후            |           |
| 2006 | 《옐로우 엠》                    |                 |           |
| 2007 | 《한니발 라이징》                | 레이디 무라사키 |           |
| 2009 | 《리플리의 믿거나 말거나》       |                 |           |
| 2014 | 《5일의 마중》                   | 펑완위          |           |
| 2016 | 《몽키킹 2: 서유기 여정의 시작》 | 백골정          |           |
| 2019 | 《난심대극원》 (兰心大剧院)      |                 |           |
| 2020 | 《뮬란》                         | 셴랑            | 개봉 예정 |
| 2020 | 《도약》 (夺冠)                  | 랑핑            |           |

- 2011년
  - 《아지녀인심》

- 2010년
  - 《질 자콥: 칸느 영화제 대표》본인 [자료화면] 역

- 2010년
  - 《상하이》애나 역

- 2007년
  - 《한니발 라이징》레이디 무라사키 역

- 2006년
  - 《황후화》황후 역
  - 《마이애미 바이스》이사벨라 역

- 2005년
  - 《게이샤의 추억》하츠모모 역

- 2004년
  - 《에로스》후아 역
  - 《2046》수리첸 역

- 2002년
  - 《트레인》

- 1999년
  - 《표량마마》

- 1998년
  - 《시황제암살》

- 1997년
  - 《차이니즈 박스》비비안 역

- 1996년
  - 《풍월》류의 역

- 1995년
  - 《트라이어드》

- 1994년
  - 《서초패왕》
  - 《천룡팔부》
  - 《인생》

- 1993년
  - 《화혼》
  - 《당백호점추향》추향 역
  - 《패왕별희》주샨 역

- 1992년
  - 《귀주 이야기》
  - 《붉은 가마》

## 같이 보기
- 중국 영화